# Leo Lyons (musicista)
Leo David William Lyons (Mansfield, 30 novembre 1943) è un bassista, compositore e produttore discografico britannico noto per essere membro dei Ten Years After e per la sua carriera solista..

## Biografia
Nato nei pressi di Nottingham, fin da giovanissimo inizia a suonare il basso, avvicinandosi al blues e successivamente al rock. Dopo aver conosciuto Alvin Lee, diventa il primo bassista del gruppo hard rock Ten Years After, dove si fa notare anche per le sue doti compositive. Uscito dal gruppo nel 1983, inizia la carriera solista con la sua band di supporto, dimostrando così anche le sue doti di improvvisatore.

## Discografia solista
- Set Up Me Baby, 1984